# 석등

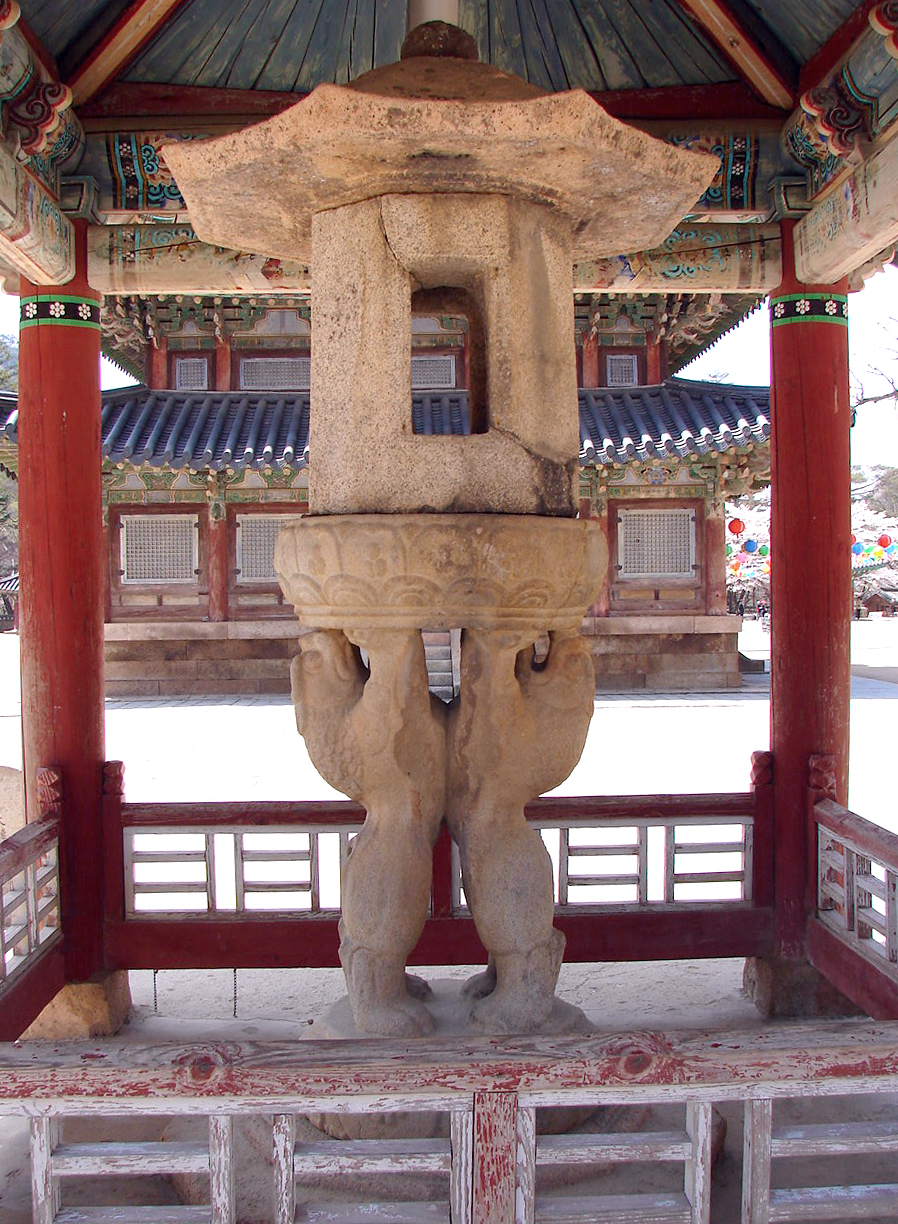
보은 법주사 쌍사자 석등, 대한민국의 국보 제5호로 불교 사찰 법주사 경내에 세워져 있다.

석등(石燈) 은 돌로 만든 등롱을 말한다. 석등롱(石燈籠) 또는 장명등(長命燈)이라고도 하며, 사찰의 경내·능묘(陵墓) 앞 등에 세운다. 사찰의 경내에 세우는 석등의 경우, 등불로서의 기능뿐 아니라 공양을 위한 것으로 해석된다.
불교의 창안지인 인도에서는 현존하는 석등이 없고, 중국에는 일부 존재하나 그 수가 적다. 일본에는 구리로 제작한 동등롱이 주로 세워졌으며 개중에는 도다이지의 것 등 나라 시대(8세기)까지 거슬러 올라가는 것도 있다. 한국에서는 대부분의 사찰에서 석등이 발견된다.

## 관련 문화재
한국내 석등 중에서는 구례 화엄사 각황전 앞 석등이 가장 크다. 석등의 단면의 대략적인 형태를 기준으로 팔각, 육각, 사각으로 구분하기도 하며 석등의 받침대인 간주석(竿柱石)의 형태에 따라 장구를 닮았다 하여 고복석(鼓腹石), 쌍사자형, 팔각형 주석으로 구분한다.